# Leal Júnior
Sebastião Rocha Leal Júnior, mais conhecido como Leal Júnior, (Rio de Janeiro, 19 de abril de 1949 – Teresina, 27 de março de 2025) foi um advogado e político brasileiro, eleito três vezes deputado estadual pelo Piauí, em sucessão ao seu pai, vice-governador do estado e oito vezes deputado estadual.

## Dados biográficos
Filho de Sebastião Rocha Leal e Dulcineia Nunes Leal. Advogado formado na Universidade Federal do Piauí, foi assessor jurídico da mesma e chefiou o departamento administrativo de órgãos como: Secretaria de Justiça e Segurança Pública, Companhia de Desenvolvimento Rodoviário do Piauí (CODERPI) e Companhia de Habitação do Piauí (COHAB). Presidente do Jockey Clube de Teresina, atuou no meio desportivo como presidente da Fundação de Assistência Geral aos Desportos do Estado do Piauí (FAGEPI), juiz do Tribunal de Justiça Desportiva da Federação de Futebol do Piauí e presidente do Esporte Clube Flamengo.
Membro da ARENA e depois do PDS, foi secretário de Comunicação Social no primeiro governo Hugo Napoleão e presidente da Companhia de Desenvolvimento do Piauí (COMDEPI) no governo Bona Medeiros. Com a posse de Hugo Napoleão no Ministério da Educação por escolha do presidente José Sarney, foi chefe de gabinete e secretário particular da referida pasta, voltando à Secretaria de Comunicação Social no governo Freitas Neto. Após a morte do pai em 1993, herdou seu capital político e foi eleito deputado estadual pelo PFL em 1994, 1998 e 2002. Secretário de Governo na segunda passagem de Hugo Napoleão pelo Palácio de Karnak, foi candidato a prefeito de Teresina em 1996, não passando do primeiro turno.
Em 2006 foi eleito suplente de deputado estadual pelo DEM e exerceu o mandato durante a legislatura subsequente: primeiro quando Fernando Monteiro foi secretário de Defesa Civil no segundo governo Wellington Dias e depois quando Wilson Brandão foi secretário de Governo de Wilson Martins, a quem Leal Júnior serviria como assessor especial. Candidato a prefeito de Uruçuí via PSB em 2012, mas não foi eleito. Posteriormente foi comentarista político na Rede Meio Norte de televisão.
Seu tio, Raimundo Leal, foi deputado estadual pelo Maranhão. Faleceu no dia 27 de março de 2025 aos 75 anos em Teresina, vítima de um infarto.